# Stefano Mercante
Stefano Mercante (Cernusco sul Naviglio, 28 gennaio 1987) è un ex cestista italiano.